# Suberites perfectus
Suberites perfectus är en svampdjursart som beskrevs av Ridley och Arthur Dendy 1886. Suberites perfectus ingår i släktet Suberites och familjen Suberitidae.
Artens utbredningsområde är havet kring Australien. Inga underarter finns listade i Catalogue of Life.